# Киясовка
Киясовка — река в Удмуртии и Татарстане, правый и крупнейший приток Шехостанки.
Длина реки — 24 км. Берёт начало в полях в 2,5 км к юго-востоку от посёлка Подгорное в Киясовском районе Удмуртии. Течёт на юго-восток через населённые пункты Киясово, Санниково, Сутягино, Малое Киясово и Ильдибаево. Ниже последнего села река входит на территорию Агрызского района Татарстана, где протекает по заболоченному лесу, образуя рукава, и впадает в Шехостанку в 1,8 км от её устья. 
Сток зарегулирован. Основные притоки впадают справа, крупнейший из них Игровка. 
В бассейне реки также расположена деревня Игрово.

## Данные водного реестра
По данным государственного водного реестра России относится к Камскому бассейновому округу, водохозяйственный участок реки — Иж от истока и до устья, речной подбассейн реки — бассейны притоков Камы до впадения Белой. Речной бассейн реки — Кама.
Код водного объекта в государственном водном реестре — 10010101212111100027538.